# Данилова Слобода
Данилова Слобода (рос. Данилова Слобода) — присілок в Старицькому районі Тверської області Російської Федерації.
Населення становить 7 осіб. Входить до складу муніципального утворення сільське поселення станція Стариця.

## Історія
Від 2005 року входить до складу муніципального утворення сільське поселення станція Стариця. Раніше населений пункт належав до Мартьяновського сільського округу.

## Населення
| 2008 | 2010 |
| ---- | ---- |
| 0    | ↗7   |